# Chandrakant Pandit
Chandrakant Sitaram Pandit (Marathi चंद्रकांत सीताराम पंडित; * 30. September 1961 in Mumbai, Indien) ist ein indischer Cricketspieler, der zwischen 1986 und 1992 für die indische Nationalmannschaft spielte.

## Aktive Karriere
Pandit gab sein First-Class-Debüt in der Saison 1979/80. Sein ODI-Debüt in der Nationalmannschaft erfolgte während dem Austral-Asia Cup 1985/86 gegen Neuseeland. Im Juni 1986 folgte auch sein Test-Debüt in England. Er fand zunächst vorwiegend Einsatz im ODI-Team und war Teil des Kaders beim Cricket World Cup 1987, wo er bei der Halbfinal-Niederlage gegen England 23 Runs beisteuerte. Mit dem Team konnte er dann den Asia Cup 1988 gewinnen. Kurz darauf verlor er dann zunächst seinen Platz im Nationalteam. In der Saison 1991/92 fand er bei der Test-Serie in Australien und dem dortigen Drei-Nationen-Turnier noch ein Mal seinen Weg in den Kader. Jedoch gelang es ihm nicht, sich zu etablieren, und so war seine internationale Karriere beendet. Sein letztes First-Class-Spiel absolvierte er in der Saison 2000/01.

## Nach der aktiven Karriere
Im Jahr 2001 übernahm er die Rolle des Coaches in Mumbai, eine Rolle, die er bis zu seinem Rücktritt 2005 innehatte. In der Zeit gewann er zweimal die Ranji Trophy (2002/03 und 2003/04). Daraufhin wechselte er zu Maharashtra und übernahm zwischenzeitlich die Leitung der indischen A-Nationalmannschaft. Im Jahr 2007 trat er auch von dieser Rolle zurück. Zwischenzeitlich betreute er die indische U19-Nationalmannschaft und kehrte dann wieder in die Administration von Mumbai zurück. Im Jahr 2015 kehrte er in die Rolle als Coach zurück, wo er mit Mumbai erneut die Ranji Trophy 2015/16 gewann, und wechselte dann 2018 nach Vidarbha. Nach zwei Gewinnen der Ranji Trophy dort (2017/18 und 2018/19) folgte eine Coaching-Rolle in Madhya Pradesh. Auch hier holte er den Sieg bei der Ranji Trophy 2021/22. Er übernahm dann die Rolle des Chef-Coaches bei den Kolkata Knight Riders ab der Indian Premier League 2023 und holte mit ihnen 2024 den Titel.